# Rushden & Diamonds Football Club
Maillots
Le Rushden & Diamonds Football Club était un club de football anglais basé à Rushden. 
Le club évoluait en Conference National (D5) pour la saison 2010/2011, mais en a été exclu pour des raisons financières le 11 juin 2011.

## Histoire
Le club est fondé en 1992 par la fusion des clubs de « Rushden Town » et de « Irthlingborough Diamonds ».
Le club adopte le statut professionnel dès sa fondation (1992), et accède à la Football League en 2001 en montant en Third Division (actuelle Football League 2, équivalente à la quatrième division). Il redescend en Conference National à la fin de la saison 2005-2006.

### Disparition
Le Rushden & Diamond Football Club est exclu de la Conference en juin 2011 pour des raisons financières. Le club est ensuite dissous. Des supporters créent plus tard l'« AFC Rushden and Diamonds », un nouveau club engagé dans les compétitions de jeunes qui reprend les couleurs du Rushden & Diamonds FC.

## Palmarès
- Championnat d'Angleterre de quatrième division : 
  - Champion : 2003

- Conference National (cinquième division) : 
  - Champion : 2001
  - Vice-Champion : 2000

## Entraîneurs
- 2009-2010 :  Justin Edinburgh

## Anciens joueurs
- Onandi Lowe
- Dean Holdsworth
- Paul Kitson
- Darren Caskey
- Chris Hope
- Yannick Bolasie